# Thomas Cook

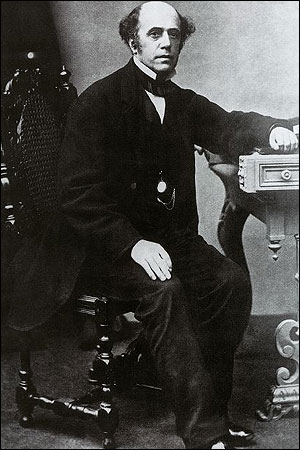

Thomas Cook (ur. 22 listopada 1808 w Melbourne, zm. 18 lipca 1892) – brytyjski przedsiębiorca, założyciel pierwszego biura podróży, wykorzystując możliwości kolei zorganizował pierwsze publiczne wycieczki, do 1865 roku założył biura podróży w większości państw Europy. Opracował też jedne z pierwszych przewodników turystycznych. Napis na jego nagrobku głosi „Człowiek, który uczynił podróżowanie łatwiejszym.”

## Życiorys
Ze szkoły zrezygnował w wieku 10 lat, pracował w wielu zawodach, m.in. był stolarzem oraz nauczycielem w szkółce niedzielnej. Walczył z alkoholizmem.
W 1841 roku zorganizował pierwszą wycieczkę turystyczną na trasie Leicester – Loughborough. Była to wyprawa dla 570 osób, które chciały dotrzeć na wiec abstynentów, w którym sam Cook brał udział. Uważał, że lepszym pomysłem będzie fakt, że ludzie wydadzą pieniądze na wycieczkę niż alkohol. Później organizował wycieczki do Liverpoolu, Glasgow i Edynburga. Po roku 1864 klienci Thomasa Cooka mogli podróżować również za granicę, m.in. do: Francji, Szwajcarii, Włoch oraz skorzystać z szybkiej podróży przez Europę do: Paryża, Waterloo, Kolonii, Heidelbergu, Baden-Baden. W 1871 do firmy ojca dołączył jego syn, John A. Mason Cook, a biuro podróży przybrało nazwę „Thomas Cook and Son”.
Pochowany w Leicester na cmentarzu Welford Road.